# Ulisse Dini

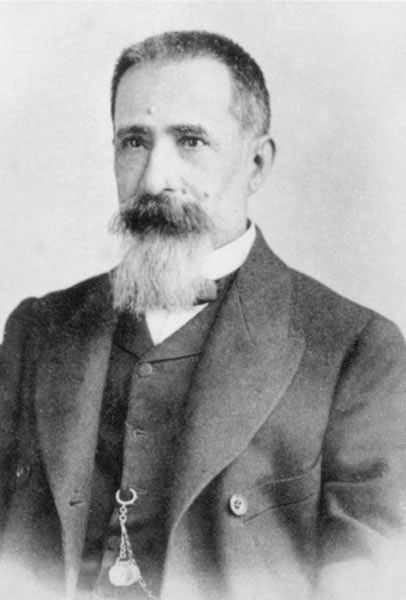
Ulisse Dini

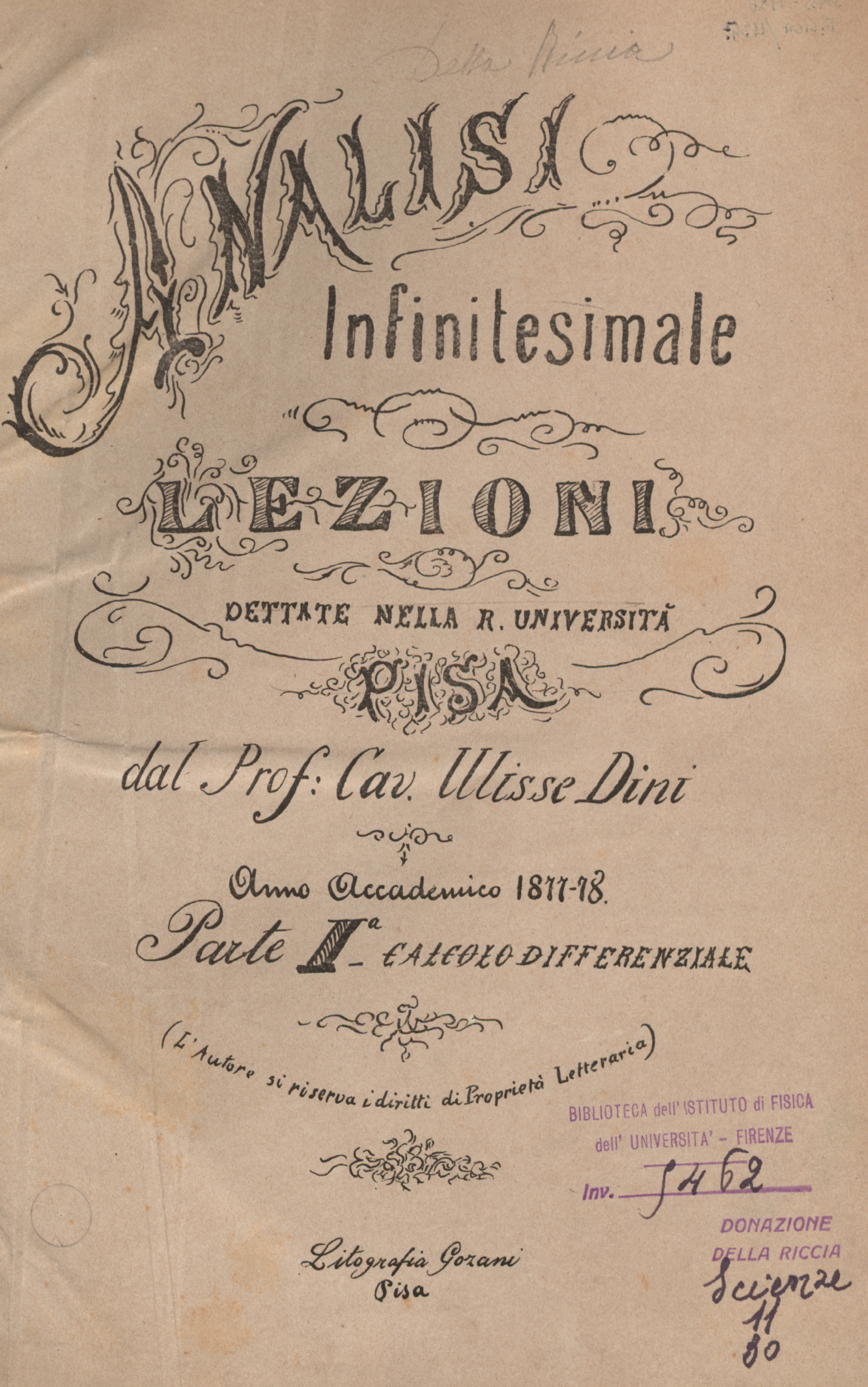
Lezioni di analisi infinitesimale, 1878

Ulisse Dini (* 14. November 1845 in Pisa; † 28. Oktober 1918 ebenda) war ein italienischer Mathematiker und Politiker.

## Leben
Dini studierte Mathematik an der Universität und der Scuola Normale Superiore in seiner Heimatstadt. Einer seiner Professoren war Enrico Betti. 1865 ging er mit einem Stipendium nach Paris, wo er bei Charles Hermite und Joseph Bertrand studierte und einige Aufsätze veröffentlichte. 1866 wurde er an die Universität Pisa berufen, wo er Algebra und Geodäsie unterrichtete. 1871 wurde er Professor für Analysis und Geometrie als Nachfolger von Betti. 1888 bis 1890 war Dini Rektor der Universität Pisa und von 1908 bis zu seinem Tod 1918 Direktor der Scuola Normale Superiore.
Ab 1871, als er in den Stadtrat von Pisa gewählt wurde, war er auch als Politiker aktiv. 1880 wurde er ins italienische Parlament gewählt, 1892 wurde er Senator.
Dini arbeitete über reelle Analysis zu einer Zeit, als diese auf strengere Grundlagen gestellt wurde. Er gab ein Kriterium für die Konvergenz einer Fourierreihe und befasste sich mit Potentialtheorie und der Differentialgeometrie von Flächen, aufbauend auf den Arbeiten von Eugenio Beltrami. 1878 schrieb er ein Buch über die Grundlagen der Theorie reeller Funktionen, 1880 über Fourierreihen und 1907 bzw. 1915 ein zweibändiges Analysis-Lehrbuch.
1901 wurde er Ehrenmitglied der London Mathematical Society.
Einer seiner Studenten war Luigi Bianchi.